# Саар'ярве (природна територія)
Приро́дна терито́рія Са́ар'ярве (ест. Saarjärve loodusala) — природоохоронна територія в Естонії, у волості Сааре повіту Йиґевамаа. Входить до Європейської екологічної мережі Natura 2000.
Загальна площа — 159,2 га, у тому числі площа водойм (озеро Сааре) — 27,4 га.
Природна територія утворена 5 серпня 2004 року.

## Розташування
Територія розташовується навколо озера Сааре (Saare järv), на південь від села Саар'ярве.

## Опис
Метою створення об'єкта є збереження 4 типів природних оселищ (Директива 92/43/ЄЕС, Додаток I):
| Код   | Тип оселища                                                                 | Площа, га |
| ----- | --------------------------------------------------------------------------- | --------- |
| 3150  | Природні евтрофні озера з рослинністю типу Magnopotamion або Hydrocharition | 27,0      |
| 6270* | Феноскандійські низинні сухі до мезофітних багатовидові луки                | 1,2       |
| 9010* | Західна тайга                                                               | 50,0      |
| 9080* | Феноскандійські листопадні заболочені ліси                                  | 10,8      |